# 本多忠慎
本多 忠慎（ほんだ ただちか、文化元年11月24日（1804年12月25日） - 明治3年8月11日（1870年9月6日））は、江戸時代の武士。泉藩主本多忠誠の4男。

## 来歴
母は忠誠の側室・美保子（美代）。
文化11年（1814年）5月、本多忠福（寄合席）の急聟養子となる。
明治3年（1870年）8月11日卒去。柳島の長壽寺に葬られた。